# Louis Vierne
Louis Victor Jules Vierne (8. říjen 1870, Poitiers – 2. červen 1937, Paříž) byl francouzský varhaník a skladatel.

## Biografie
Louis Vierne se narodil s vadou zraku. Brzy byl u něj rozpoznán hudební talent.
Roku 1873 se rodina přestěhovala do Paříže, kde dostával první hodiny klavíru od svého strýce Charlese Colina. Od roku 1880 navštěvoval hodiny klavíru u Henriho Spechta. Ve stejné roce poprvé slyšel hrát Césara Francka na varhany v kostele Svaté Klotildy. Tento moment považoval ve svém hudebním životě za klíčový. Roku 1881 nastoupil do Ústavu pro slepce, kde pokračoval v hodinách klavíru u Henriho Spechta a začal studovat hru na housle u Henriho Adama. Od roku 1887 studoval hru na varhany u Louise Lebela a později u Adolpha Martyho. Roku 1889 absolvoval výuku fugy u Césara Francka. Studium na pařížské konzervatoři ukončil roku 1894 ve třídě Charles-Marie Widora s oceněním ve varhanní hře a improvizaci. V této třídě působil po absolutoriu jako asistent svého učitele a poté i jeho nástupce Alexandra Guilmanta. Od roku 1892 působil také jako asistent varhaníka Charles-Marie Widora v kostele Saint-Sulpice v Paříži. Současně od roku 1900 zastával funkci hlavního varhaníka v chrámu Notre Dame. Na tomto postu pracoval až do své smrti v roce 1937. Roku 1898 napsal svou první symfonii pro varhany Op. 14. O rok později se oženil se zpěvačkou Arlette Taskinovou, se kterou se roku 1909 rozešel. V roce 1911 opustil svůj post na konzervatoři a přešel jako profesor hry na varhany na institut duchovní hudby Schola Cantorum.
K Viernovým žákům patří Alphonse Schmitt, Augustin Barié, Lili Boulanger, André Fleury, Maurice Duruflé, Adrien Rougier.
Viernův život byl po stránce fyzické i emocionální velmi komplikovaný, což se mnohokrát odrazilo v jeho tvorbě. Nebyl úplně slepý, ale poškození jeho zraku bylo velmi vážné. V raných obdobích tvorby používal rozměrné notové papíry a „velkou tužku“ (jak popisuje jeho přítel Marcel Dupré). V pozdějších letech, se zhoršování zraku, začal využívat Braillův systém.

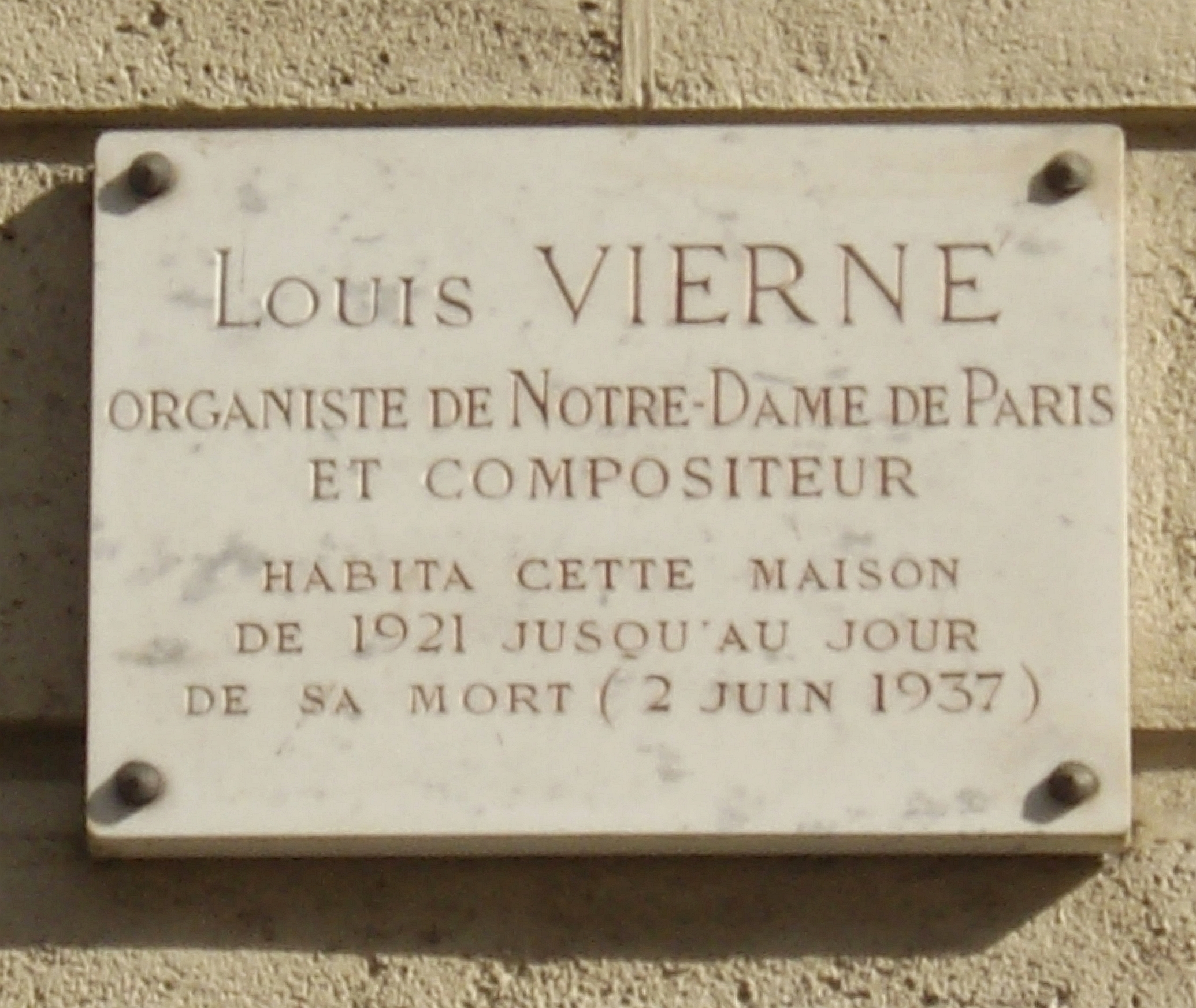
Pamětní deska v Paříži (37 rue Saint-Ferdinand, Paris 17)

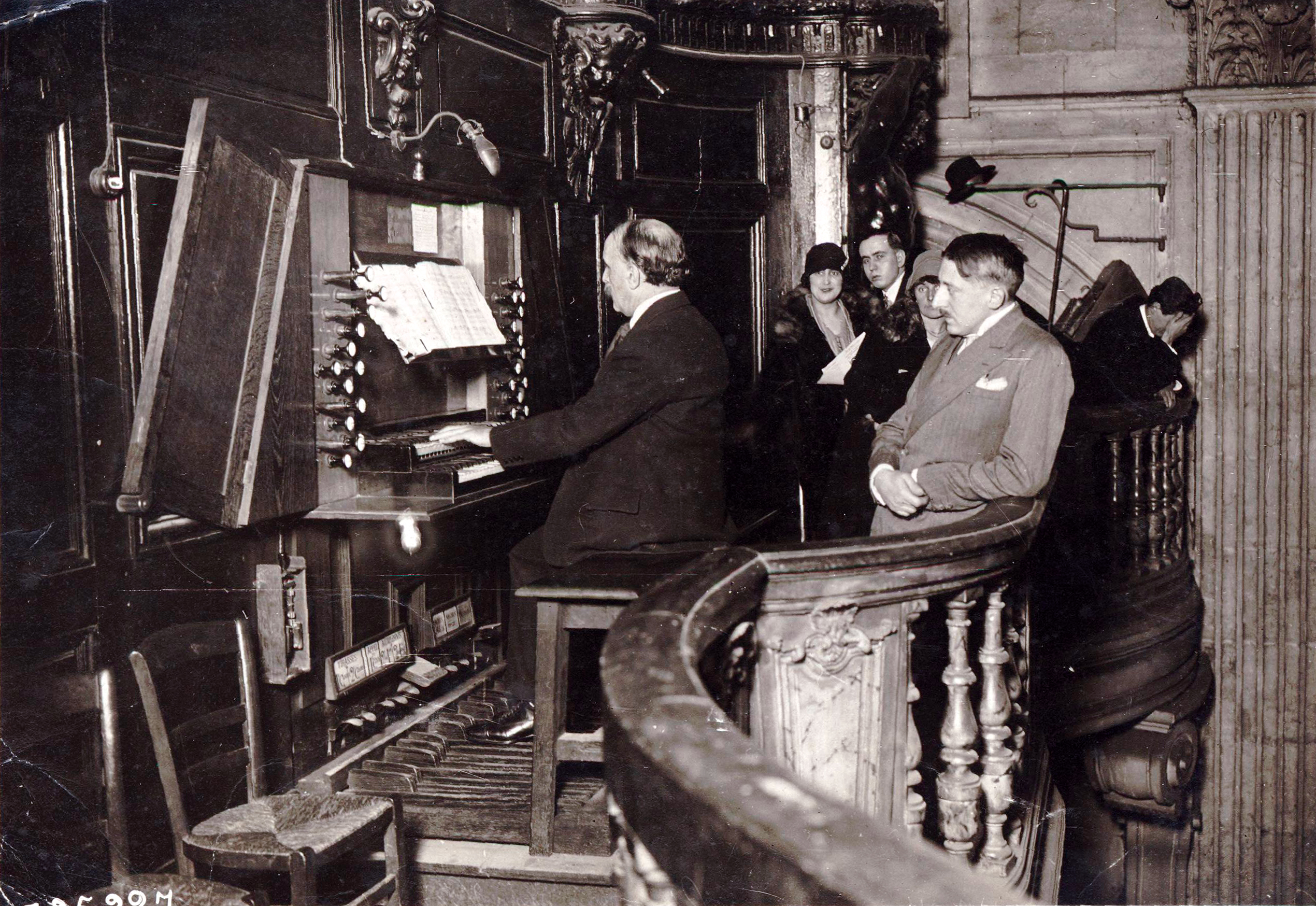
Louis Vierne hraje na varhany.

Velmi byl zasažen rozchodem se svojí ženou. V první světové válce ztratil bratra Reného a syna Jacquese. Aby získal peníze na opravu varhan v chrámu Notre Dame, podnikl koncertní turné po Severní Americe. Turné zahrnovalo také velké recitály na varhanách Wanamaker Organ ve Filadelfii a Wanamaker Auditorium Organ v New Yorku.. Turné bylo velmi úspěšné, ale pro Vierna vyčerpávající.
Při nehodě v Paříži roku 1906 utrpěl komplikovanou zlomeninu nohy, která mu měla být amputována. Naštěstí se nohu podařilo zachránit, avšak celý rok mu zabralo než dokázal se zraněnou nohou obnovit svou techniku hry. O rok později onemocněl tyfem[nepřesný odkaz] a v dalším roce zeleným zákalem, načež plně oslepl.

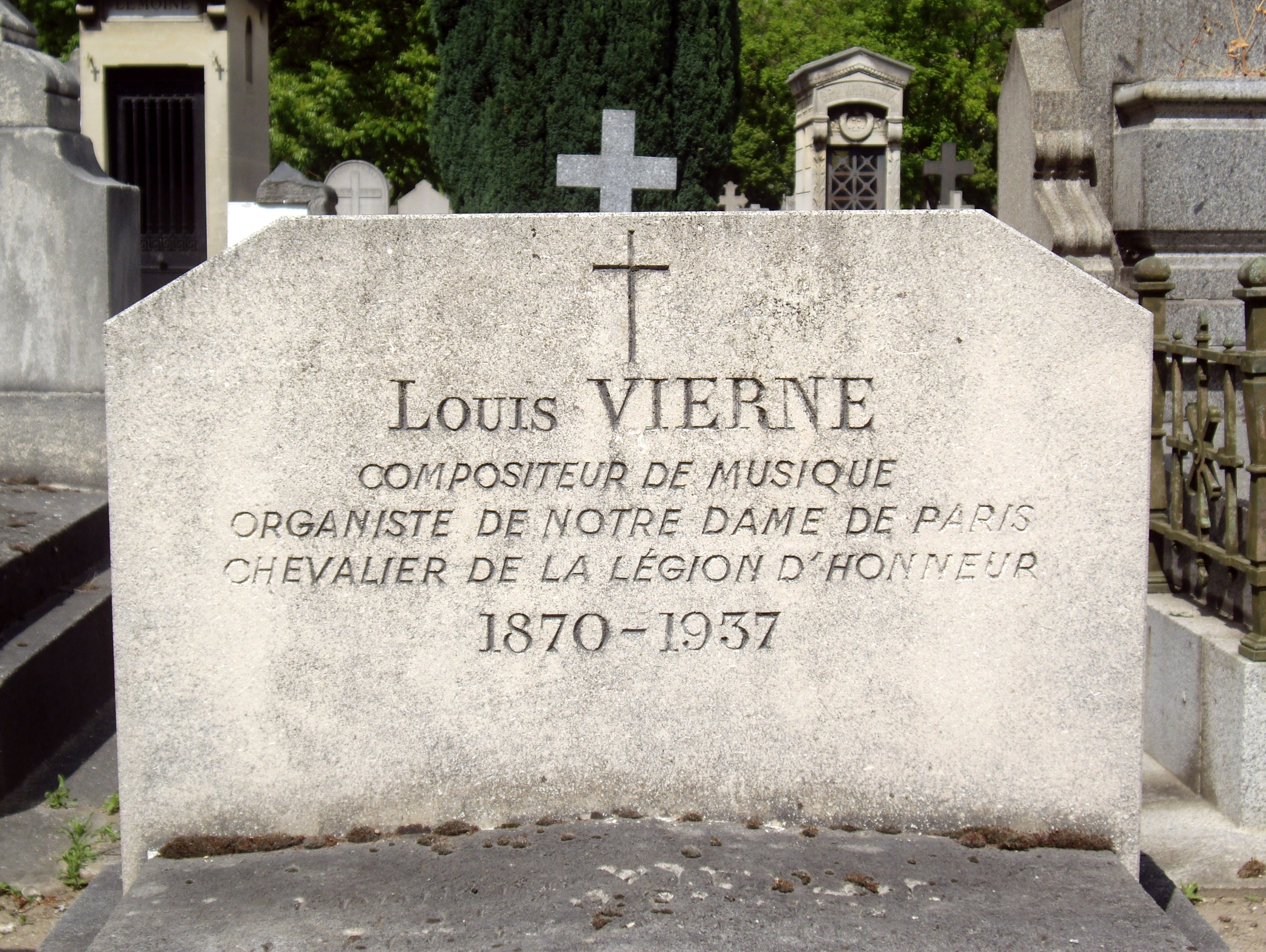
Jeho hrob na hřbitově Montparnasse.

V průběhu svého 1750. varhanního recitálu v chrámu Notre Dame dne 2. června 1937 dostal srdeční infarkt. Dokázal ještě dohrát hlavní skladbu recitálu, aniž by kdokoliv něco zpozoroval. Při pokračování recitálu, improvizaci, se zhroutil, jeho noha stiskla pedál varhan a zemřel za zvuku jediné noty u svých milovaných varhan. [zdroj?] Byl pochován na pařížském hřbitově Montparnasse.

## Dílo

### Varhany sólo
- Allegretto op. 1 (1894)
- Verset fugué sur 'In exitu Israel'  (1894)
- Prélude funèbre c moll, op. 4 (1896)
- Communion op. 8 (1900)
- Symfonie č. 1 d moll, op. 14 (1898–1899)
- Symfonie č. 2 e moll, op. 20 (1902)
- Symfonie č. 3 fis moll, op. 28 (1911)
- Messe basse, op. 30 pro varhany nebo harmonium (1912)
- 24 pièces en style libre op. 31 pro varhany nebo harmonium (1913)
- Symfonie č. 4 g moll, op. 32 (1914)
- Prélude fis moll, ohne op. (1914)
- Symfonie č. 5 a moll, op.47 (1923–1924)
- 24 Pièces de fantaisie:
  - Première Suite op. 51 (1926)
  - Deuxième Suite op. 53(1926)
  - Troisième Suite op. 54 (1927), včetně „Carillon de Westminster“
  - Quatrième Suite op. 55 (1927)
- Trois Improvisations (Notre-Dame-de-Paris, listopad 1928), transkripce Maurice Duruflé (1954):
  - Marche épiscopale
  - Méditation
  - Cortège
- Triptyque op. 58 (1929–1931):
  - Matines
  - Communion
  - Stèle pour un enfant défunt
- Symfonie č. 6 h moll, op. 59 (1930)
- Messe basse pour les défunts op. 62 pro varhany nebo harmonium (1934)

### Klavír sólo
- Deux Pièces, op. 7 (1895):
  - Impression d'automne
  - Intermezzo
- Feuillets d'album, op. 9 (ztraceno):
  - 1. Matin d'été
  - 2. Contemplation
  - 3. La Mer et la Nuit
  - 4. Nuit étoilée
  - 5. Coup de vent
  - 6. Le vieux Berger
  - 7. La Valse
  - 8. Dans le Bois
  - 9. Chanson des Faucheurs
- Suite bourguignonne, op. 17 (1899):
  - Aubade
  - Idylle
  - Divertissement
  - Légende
  - Angélus du soir
  - Danse rustique
  - Clair de lune
- Trois Nocturnes, op. 34 (1916)
- Douze Préludes, op. 36 (1914–1915)
- Poème des cloches funèbres, op. 39 (1916):
  - 1. Cloches dans le cauchemar (ztraceno)
  - 2. Le Glas
- Silhouettes d'enfants, op. 43 (1918):
  - 1. Valse
  - 2. Chanson
  - 3. Divertissement
  - 4. Barcarolle
  - 5. Gavotte dans le style ancien
- Solitude, op. 44 (1918):
  - 1. Hantise
  - 2. Nuit blanche
  - 3. Vision hallucinante
  - 4. Ronde des revenants
- Pièce pour piano, op. 49 (1922)

### Komorní hudba
- Deux Pièces pro violu nebo violoncello a klavír, op. 5 (1894–1895)
- Largo et Canzonetta pro hoboj a klavír, op. 6 (1896)
- Smyčcový kvartet, op. 12 (1894)
- Sonate pro housle a klavír, op. 23 (1905–1906)
- Rhapsodie pro harfu, op. 25 (1909)
- Sonate pro violoncello a klavír, op. 27 (1910)
- Klavírní kvintet, op. 42 (1917)
- Soirs étrangers pro violoncello a klavír, op. 56 (1928)

### Orchestrální tvorba
- Symfonie a moll pro orchestr, op. 24 (1907–1908)
- Poème pro klavír a orchestr, op. 50 (1925)
- Ballade pro housle a orchestr, op. 52 (1926)
- Pièce symphonique pro varhany a orchestr (1926)

### Vokální tvorba
- Messe solennelle cis moll pro sbor a dvoje varhany, op. 16 (1900)
- Praxinoé pro sólový zpěv, sbor a orchestr, op. 22 (1903–1905)
- Stances d'amour et de rêve na slova Sullya Prudhomma pro zpěv a klavír, op. 29 (1912)
- Psyché pro soprán a orchestr, op. 33 (1914)
- Les Djinns pro soprán a orchestr, op. 35 (1912)
- Éros pro soprán a orchestr, op. 37 (1916)
- Spleens et Détresses na slova Paula Verlaina pro soprán a klavír nebo orchestr, op. 38 (1916)
- Dal Vertice pro tenor a orchestr, op. 41 (1917)
- Cinq poèmes de Baudelaire na slova Charlese Baudelaira pro soprán a klavír, op. 45 (1919)
- Poème de l'amour, 15 písní na slova Jeana Richepina pro zpěv a klavír, op. 48 (1924)
- Les Angélus pro zpěv a varhany, op. 57 (1929)
- Quatre poèmes grecs pro soprán a harfu nebo klavír, op. 60 (1930)
- La Ballade du désespéré pro tenor a orchestr nebo klavír, op. 61 (1931)